# 浅利昌哉
浅利 昌哉（あさり まさや、1995年11月12日 - ）は、北海道伊達市出身の、日本の柔道選手である。階級は66kg級。身長170cm。血液型はB型。段位は四段。組み手は左組み。得意技は体落、背負投、寝技（とりわけ腕挫十字固）。

## 経歴
柔道は5歳の時に伊達柔道スポーツ少年団で始めた。東海大四中等部3年の時には全国中学校柔道大会60kg級で2位になった。東海大四高へ進むと、1年の時には全日本カデで2位だった。2年の時にはインターハイで2位になると、全国高校選手権では優勝を飾った。3年のインターハイでは3位にとどまった。
2014年には東海大学へ進学すると、階級を66kg級に上げた。1年の時には全日本ジュニアで5位だったものの、2年の時には優勝を果たした。さらに、世界ジュニアでは準決勝でアゼルバイジャンのヒダヤト・ヘイダロフと対戦すると接戦になったが、GSに入ってから有効で勝利すると、決勝ではスペインのアルベルト・ガイテロ＝マルティンを腕挫十字固で破って優勝を飾った。団体戦でも決勝のグルジア戦を始め全試合に勝利してチームの優勝に貢献した。2016年のグランプリ・ブダペストでは準決勝までの4試合を全て得意の腕挫十字固で一本勝ちするも、決勝ではスロベニアのアドリアン・ゴムボッチに極めることができず有効を取られて敗れた。学生体重別では3位だった。
2018年からは綜合警備保障の所属となった。また、東海大学の大学院にも進学した。全日本実業団柔道体重別選手権では2位となった。その後、東海げんき整骨院クラブの所属になると、2021年の実業個人選手権では優勝した。その後、神奈川県警に所属すると、2022年の全国警察選手権の団体戦では全試合一本勝ちで勝利するも決勝戦では兵庫県警察に敗れチームは準優勝だった。講道館杯では3位だった。2023年全日本選抜柔道体重別選手権大会では初戦でパーク24所属の藤阪泰恒にゴールデンスコアで技ありを取られ敗れた。
2023年の全国警察選手権の団体戦では決勝戦まで一本勝ちで勝利し神奈川県警察20年ぶりの日本一に貢献した。2024年のシニア体重別で優勝した。

## 戦績
60kg級の戦績
- 2010年 - 全国中学校柔道大会　2位
- 2011年 - 全日本カデ　2位
- 2012年 - インターハイ 2位
- 2013年 - 全国高校選手権　優勝
- 2013年 - インターハイ　3位

66kg級の戦績
- 2014年 - 全日本ジュニア　5位
- 2015年 - 全国体育系学生柔道体重別選手権大会　優勝
- 2015年 - 全日本ジュニア　優勝
- 2015年 -　世界ジュニア　個人戦　優勝　団体戦　優勝
- 2016年 - グランプリ・ブダペスト　2位
- 2016年 - 学生体重別　3位
- 2017年 - 体重別団体　優勝
- 2018年 - 実業個人選手権　2位
- 2019年 - 実業個人選手権　5位
- 2021年 - 実業個人選手権  優勝
- 2022年 - 全日本柔道強化選手選考会 5位
- 2022年 - 全国警察柔道大会 2位
- 2022年 - 講道館杯 3位
- 2023年 - 全国警察柔道大会 優勝
- 2024年 - シニア体重別 優勝
- 2024年 - 全国警察柔道大会 優勝
- 2024年-  全国警察柔道大会　団体戦　優勝
- 2025年- 寝技錬成大会　66kg級　優勝

(出典、JudoInside.com)